# ザ・ワークス (アルバム)
『ザ・ワークス』(The Works) は、イギリスのロックバンド、クイーンの11枚目のアルバムである。

## 解説
若干のメンバーのソロ活動を経て、アメリカでの販売網がエレクトラ・レコードからキャピトル・レコードに移っての第一弾アルバムで、日本でもワーナー・パイオニアから、東芝EMIに移っての発売となった。
アルバムの内容は前作『ホット・スペース』よりは、前々作『ザ・ゲーム』の延長に近く、セールス的にも世界中で成功を収め、特に本国では100万枚セールスを記録した。特にロジャー作曲の「RADIO GA GA」はビデオクリップの振り付けがそのままライブでオーディエンスと一体になるほど浸透した大ヒット曲となった。「ブレイク・フリー (自由への旅立ち)」は、民衆が抑圧されている国々のいくつかで、解放にむけてのシンボルとされた曲でもあり、英語圏のみならず多くの国々でもヒットし支持された。
ビジネス面では当時は「シングルB面曲になるだけで、A面曲と同額の著作権料が入ってくる」といった、初期からひきずっている問題が解決しておらず「他のメンバーの作った曲に関して、自分のパートの最低限のアレンジしかしない」といった現象がアレンジ面でも一部顕著である。
「ブレイク・フリー (自由への旅立ち)」のビデオクリップはメンバー全員がイギリスのソープ・オペラ、「コロネーション・ストリート」風に女装したもので、上記の通りこの曲は南米やアフリカでも支持されたが、ライブを行った際もビデオと同様の衣装でステージに上がった際、「自由への賛歌」として支持していたオーディエンスは、そのギャップからステージにブーイングを浴びせたという逸話がある。

## アルバムジャケット
アルバムジャケットは、グレタ・ガルボやクラーク・ゲーブルなどの往年のハリウッド・スターを写していたベテラン写真家ジョージ・ハーレルによる、メンバー4人が写った一見シンプルなセピアカラーの写真が使用された。

## シングル
このアルバムでは「RADIO GA GA」「ブレイク・フリー (自由への旅立ち)」のほか、「永遠の誓い」「ハマー・トゥ・フォール」と全員の曲が1曲ずつシングルカットされている。1984年のクリスマス・ソングでオリジナル・アルバムには未収録の「サンク・ゴッド・イッツ・クリスマス」のシングルのB面に収録されたものを含めると、アルバムに収録されたすべての曲がシングルに収められていることになる。
また、12インチ盤やピクチャースリーブなどのコレクター向けのバージョンも発売された。

## 発売日
- イギリス - 1984年2月27日
- 日本　　 - 1984年3月16日

## 収録曲
| #  | タイトル                                       | 作詞・作曲      | 時間 |
| -- | ---------------------------------------------- | --------------- | ---- |
| 1. | 「RADIO GA GA」(Radio Ga Ga)                   | Roger Taylor    | 5:50 |
| 2. | 「テア・イット・アップ」(Tear It Up)           | Brian May       | 3:28 |
| 3. | 「永遠の誓い」(It's A Hard Life)               | Freddie Mercury | 4:09 |
| 4. | 「マン・オン・ザ・プラウル」(Man on the Prowl) | Mercury         | 3:31 |

| #         | タイトル                                                    | 作詞・作曲   | 時間  |
| --------- | ----------------------------------------------------------- | ------------ | ----- |
| 5.        | 「マシーン・ワールド」(Machines (or 'Back to Humans'))      | May, Taylor  | 5:10  |
| 6.        | 「ブレイク・フリー (自由への旅立ち)」(I Want to Break Free) | John Deacon  | 3:21  |
| 7.        | 「愛こそすべて」(Keep Passing The Open Windows)             | Mercury      | 5:23  |
| 8.        | 「ハマー・トゥ・フォール」(Hammer to Fall)                  | May          | 4:29  |
| 9.        | 「悲しい世界」(Is This the World We Created...?)            | Mercury, May | 2:14  |
| 合計時間: | 合計時間:                                                   | 合計時間:    | 37:35 |

| #         | タイトル                                                                                                | 作詞・作曲 | 時間  |
| --------- | --- | ---------- | ----- |
| 10.       | 「アイ・ゴー・クレイジー」(I Go Crazy)                                                                  | May        | 3:42  |
| 11.       | 「RADIO GA GA (エクステンデッド・ヴァージョン)」(I Go Crazy)                                            | Taylor     | 6:50  |
| 12.       | 「ブレイク・フリー (自由への旅立ち) (エクステンデッド・ミックス)」(I Want To Break Free (Extended Mix)) | Deacon     | 7:12  |
| 合計時間: | 合計時間:                                                                                               | 合計時間:  | 55:21 |

| #         | タイトル                                                                                                 | 作詞・作曲   | 時間  |
| --------- | --- | ------------ | ----- |
| 1.        | 「アイ・ゴー・クレイジー (シングル「RADIO GA GA」B面)」(I Go Crazy (B-Side))                             | May          | 3:44  |
| 2.        | 「ブレイク・フリー (自由への旅立ち) (シングル・リミックス)」(I Want to Break Free (Single Remix))        | Deacon       | 4:19  |
| 3.        | 「ハマー・トゥ・フォール (ヘッドバンガーズ・ミックス)」(Hammer to Fall (Headbanger's Mix))               | May          | 5:20  |
| 4.        | 「悲しい世界 (ライヴ・イン・リオ 1985/1)」(Is This the World We Created...? (Live in Rio, January 1985)) | Mercury, May | 3:02  |
| 5.        | 「永遠の誓い (ライヴ・イン・リオ 1985/1)」(It's A Hard Life (Live in Rio, January 1985))                 | Mercury      | 4:28  |
| 6.        | 「サンク・ゴッド・イッツ・クリスマス」(Thank God It's Christmas (Non-Album Single))                      | May, Taylor  | 4:22  |
| 合計時間: | 合計時間:                                                                                                | 合計時間:    | 25:15 |

| #  | タイトル                                            | 作詞 | 作曲・編曲 |
| -- | --------------------------------------------------- | ---- | ---------- |
| 7. | 「Tear It Up」(Live At Wembly Stadium, London/1986) |      |            |
| 8. | 「I Want Break Free」((Live in Rio/1985))           |      |            |
| 9. | 「Radio Ga Ga」(promo video performance, 1984)      |      |            |

## 担当
クイーン
- フレディ・マーキュリー – リードヴォーカル、コーラス、ピアノ、シンセサイザー、サンプラー（#1）
- ブライアン・メイ – ギター、コーラス
- ロジャー・テイラー – ドラムス、電子ドラム、ヴォコーダー、コーラス、シンセサイザー、サンプラー（#1）、パーカッション（#2）
- ジョン・ディーコン – ベース、ギター（#6）、シンセサイザー（#6）

補助メンバー
- フレッド・マンデル（英語版） - シンセサイザー、ピアノ（#4）
- ラインホルト・マック（英語版） - レコーディングエンジニア、プログラミング（#5）